# Ferrisburgh
Ferrisburgh ist eine Town im Addison County des Bundesstaates Vermont in den Vereinigten Staaten mit 2646 Einwohnern (laut Volkszählung von 2020).

## Geografie

### Geografische Lage
Es liegt in der Ebene südöstlich des Lake Champlains nahe der Grenze zum Bundesstaat New York. Große Erhebungen sind nicht zu verzeichnen; wichtige Flüsse sind der Otter Creek, der Little Otter Creek und der Lewis Creek. Das Gebiet besteht aus fruchtbarem Weideland, das besonders zur Viehwirtschaft, dem vorherrschenden Erwerbszweig der Gegend, genutzt wird. Die Oberfläche der Town ist eben. Die höchste Erhebung ist der 217 m hohe Shellhouse Mountain.

### Nachbargemeinden
Alle Angaben als Luftlinien zwischen den offiziellen Koordinaten der Orte aus der Volkszählung 2010.
- Norden: Charlotte, 5,9 km
- Nordosten: Hinesburg, 21,8 km
- Osten: Monkton, 16,4 km
- Südosten: New Haven, 13,0 km
- Süden: Vergennes, 2,9 km
- Süden: Panton, 7,2 km
- Südwesten: Ticonderoga, New York, 32,6 km
- Westen: Moriah, New York, 28,6 km

### Klima
Die mittlere Durchschnittstemperatur Ferrisburgh liegt zwischen −7,8 °C (18 °Fahrenheit) im Januar und 20,6 °C (69 °Fahrenheit) im Juli. Damit ist der Ort gegenüber dem langjährigen Mittel der USA im Winter um etwa 10 Grad kühler, während im Sommer das untere Mittel in den USA erreicht wird. Die Schneefälle zwischen Oktober und April liegen mit bis zu fünfeinhalb Metern etwa doppelt so hoch wie die mittlere Schneehöhe in den USA, die tägliche Sonnenscheindauer liegt am unteren Rand des Wertespektrums der USA.

## Geschichte
Vor der europäischen Besiedlung wurden die Flächen rund um den Lake Champlain, zu denen auch Ferrisburgh gehört, von den Ureinwohnern vor allem als Jagdgebiet genutzt. Die Gebiete des heutigen Vermont waren dabei vermutlich nicht dauerhaft bewohnt, sondern wurden insbesondere in den Sommermonaten durch vorübergehende Lager genutzt. Im Gebiet des heutigen Ferrisburgh waren offenbar zunächst Abenaki ansässig, die aber von den verfeindeten Irokesen kurz vor der Ankunft der ersten europäischen Siedler vertrieben und Teil der Stämme der Saint-Francis-Indianer im nördlich angrenzenden Kanada wurden (s. Odanak). Die Irokesen wurden wiederum von den Europäern verdrängt. Im Süden des Lake Champlain, zu dem auch Ferrisburgh gehört, geschah dies offenbar meist kampflos; in den spärlichen Dokumenten, die durch die Siedler überliefert wurden, finden sich keine Hinweise auf kriegerische Handlungen.
Eine erste Besiedlung des Landstrichs wurde bereits durch die französischen Entdecker des Gebietes angestrebt; eine Karte von 1748 weist das heutige Ferrisburgh als Teil einer Fläche aus, die dem Monsegnieur Contrecoer zugesprochen war, für die sich aber trotz eines zusätzlich angebotenen Geldbetrages keine Siedler fanden und die deswegen wieder der französischen Krone zufiel. Nach dem Sieg der Briten über die Franzosen wurde das Areal deswegen Eigentum der britischen Krone, eine 1772 erfolgte Rückforderung blieb erfolglos.
Ein erster britischer Kolonisations-Versuch, der von zwei Offizieren geleitet wurde, blieb ebenfalls erfolglos. Mit der Landvergabe vom 24. Juni 1762, einer der ersten Parzellierungen im Rahmen der New Hampshire Grants, war Benning Wentworth, der Gouverneur New Hampshires, erfolgreicher. Die Fläche wurde von einer Gruppe von 64 Siedlern rund um die Familie des Namensgebers Benjamin Ferris gekauft; der Kaufpreis und die Größe einer Parzelle sind überliefert: 7,50 $ für 400 acres (rund 16 ha) Wildnis. Dies entsprach dem Kaufpreis eines neuen Sattels. Viele der Siedler stammten aus Dutchess County in der damaligen Kolonie New York.
Das Areal umfasste damals auch noch das Gebiet des heutigen Vergennes, das erst am 23. Oktober 1788 verwaltungstechnisch abgetrennt und als City selbständig wurde. Genau hier, am ersten Wasserfall des Otter Creek, der bis hierher vom Lake Champlain aus schiffbar ist, entstand die erste Siedlung. Die Siedler wurden aber bereits nach kurzer Zeit durch den New Yorker Colonel Reid gewaltsam vertrieben, der von der Kolonie New York ebenfalls die Siedlungsrechte für dieses Gebiet gekauft hatte. Die Gebietsansprüche sowohl durch die Kolonie New Hampshire als auch durch New York, die sich auch auf weitere doppelt verkaufte Gebiete bezog, dauerte bis 1796 an und führte zu bürgerkriegsähnlichen Zuständen in den betroffenen Siedlungen. So auch hier: Die Ansprüche des Col. Reid wurden durch den militärischen Eingriff Ethan Allens und seiner Green Mountain Boys abgewiesen, die Siedler aus New Hampshire wieder in ihre Rechte eingesetzt. 1773 kehrte Col. Reid mit einer Gruppe schottischer Siedler erneut zurück und vertrieb die ansässigen Siedler, wurde aber von Allen wiederum vertrieben; die schottischen Siedler verließen den Landstrich.
Diese ersten Siedlungen waren reine Sommersiedlungen; die erste Überwinterung fand erst 1784/1785 statt. Die konstituierende Gemeindeversammlung fand vermutlich 1786 statt (lt. Thompson); eine andere Quelle (Deming) gibt den 29. März 1785 als Tag der konstituierenden Stadtversammlung an.
Eine Masern-Epidemie, die im Winter 1812/1813 in der Gegend grassierte, forderte mehr als 60 Tote, meist Erwachsene.
An den Wasserfällen der Flussläufe im Gebiet wurden mehrere Getreide- und Sägemühlen errichtet, die ursprünglich vollständig mit Laubbäumen (besonders Birken, Ahorn und Walnuss) bestandene Fläche durch Abholzung zu Acker- und Weideland umgestaltet; um 1840 wurden besonders die Schafzucht sowie der Mais- und Kartoffelanbau als prägende landwirtschaftliche Erzeugnisse in der Volkszählungsstatistik registriert.
In der Zeit der Sklaverei in den Südstaaten bis zum Ende des Bürgerkrieges entstand eine Fluchtroute aus dem Süden Amerikas in die Nordstaaten und nach Kanada, wo die Sklaverei abgelehnt wurde. Ferrisburgh war in diese Fluchtroute, die sogenannten Underground Railroad, als Versorgungspunkt für die Flüchtenden eingebunden. Das Rockeby Museum, eine ehemalige Farm etwas nördlich der Hauptsiedlung, zeigt Exponate aus dieser Zeit. Das ehemalige Gehöft ist in die Liste der National Historic Landmarks in Vermont eingetragen.
Mit Eröffnung der Bahnstrecke Bellows Falls–Burlington wurde Ferrisburgh 1849 an die lokalen Industriezentren Burlington, Rutland und Vergennes angeschlossen. Dies verbesserte den Absatz landwirtschaftlicher Produkte erheblich und beschleunigte die Umstellung der Viehwirtschaft von Schafen auf Milchvieh. Bereits 1870 ist die Umstellung weitgehend abgeschlossen, während andere Gemeinden der Umgebung dafür bis etwa 1890 brauchten.
Da die Industrialisierung der Gemeinde ausblieb hatte die Wirtschaftsdepression von 1929 keine große Auswirkung auf die Gemeinde; allerdings kam es in der Folge zu einer leichten Abwanderung von Bewohnern in die Städte. Durch den Bau von Schnellstraßen, Insbesondere der Vermont Route 7, sowie der Einrichtung zweier Naturschutzgebiete mit Bade- und Campingmöglichkeiten am Lake Champlain Ende der 1960er Jahre (Kingsland Bay State Park und Button Bay State Park) wurden auch touristische Einnahmequellen erschlossen und die Abwanderung gestoppt. Die Haupteinnahmequelle der Gegend ist aber weiterhin die Milchwirtschaft.

### Einwohnerentwicklung
| Volkszählungsergebnisse – Town of Ferrisburgh | Volkszählungsergebnisse – Town of Ferrisburgh | Volkszählungsergebnisse – Town of Ferrisburgh | Volkszählungsergebnisse – Town of Ferrisburgh | Volkszählungsergebnisse – Town of Ferrisburgh | Volkszählungsergebnisse – Town of Ferrisburgh | Volkszählungsergebnisse – Town of Ferrisburgh | Volkszählungsergebnisse – Town of Ferrisburgh | Volkszählungsergebnisse – Town of Ferrisburgh | Volkszählungsergebnisse – Town of Ferrisburgh | Volkszählungsergebnisse – Town of Ferrisburgh |
| Jahr                                          | 1700                                          | 1710                                          | 1720                                          | 1730                                          | 1740                                          | 1750                                          | 1760                                          | 1770                                          | 1780                                          | 1790                                          |
| --------------------------------------------- | --------------------------------------------- | --------------------------------------------- | --------------------------------------------- | --------------------------------------------- | --------------------------------------------- | --------------------------------------------- | --------------------------------------------- | --------------------------------------------- | --------------------------------------------- | --------------------------------------------- |
| Einwohner                                     |                                               |                                               |                                               |                                               |                                               |                                               |                                               |                                               |                                               | 481                                           |
| Jahr                                          | 1800                                          | 1810                                          | 1820                                          | 1830                                          | 1840                                          | 1850                                          | 1860                                          | 1870                                          | 1880                                          | 1890                                          |
| Einwohner                                     | 956                                           | 1647                                          | 1581                                          | 1822                                          | 1755                                          | 2075                                          | 1738                                          | 1768                                          | 1684                                          | 1501                                          |
| Jahr                                          | 1900                                          | 1910                                          | 1920                                          | 1930                                          | 1940                                          | 1950                                          | 1960                                          | 1970                                          | 1980                                          | 1990                                          |
| Einwohner                                     | 1619                                          | 1433                                          | 1338                                          | 1285                                          | 1347                                          | 1387                                          | 1426                                          | 1875                                          | 2117                                          | 2317                                          |
| Jahr                                          | 2000                                          | 2010                                          | 2020                                          | 2030                                          | 2040                                          | 2050                                          | 2060                                          | 2070                                          | 2080                                          | 2090                                          |
| Einwohner                                     | 2657                                          | 2775                                          | 2646                                          |                                               |                                               |                                               |                                               |                                               |                                               |                                               |

## Wirtschaft und Infrastruktur

### Öffentliche Einrichtungen
Mit Ausnahme der üblichen Gebäude der öffentlichen Verwaltung verfügt Ferrisburgh über keine öffentlichen Einrichtungen. Das nächstgelegene Hospital, das Fletcher-Allen Health Acre, befindet sich in Burlington.

### Bildung
Ferrisburgh gehört mit Addison, Panton, Waltham und Vergennes zum Addison Northwest School District.
Ferrisburgh verfügt über eine sechszügige Grundschule, die Ferrisburgh Central School, mit 40 Lehr- und Hilfskräften für durchschnittlich 200 Schüler;  weiterführende Schulen werden besonders im benachbarten Middlebury angeboten. Die nächstgelegenen Universitäten liegen in Burlington und Norwich.
Die Bixby Memorial Free Library in Vergennes ist für die Towns Addison, Ferrisburgh, Panton, Vergennes und Waltham die gemeinsam betriebene öffentliche Bibliothek.

## Persönlichkeiten

### Söhne und Töchter der Stadt
- Martin F. Allen (1842–1927), Politiker und Vizegouverneur Vermonts